# Bistum Berhampur
Das Bistum Berhampur (lateinisch Dioecesis Berhampurensis) ist eine in Indien gelegene römisch-katholische Diözese mit Sitz in Brahmapur (Berhampur).

## Geschichte
Das Bistum Berhampur wurde am 24. Januar 1974 durch Papst Paul VI. mit der Apostolischen Konstitution Verba Iesu Christi aus Gebietsabtretungen des Erzbistums Cuttack-Bhubaneswar errichtet und diesem als Suffraganbistum unterstellt.
Am 11. April 2016 gab es Gebietsanteile zur Errichtung des Bistums Rayagada ab.

## Territorium
Das Bistum Berhampur umfasst die Distrikte Gajapati und Ganjam im Bundesstaat Odisha.

## Bischöfe von Berhampur
- Thomas Thiruthalil CM, 1974–1989, dann Bischof von Balasore
- Joseph Das, 1993–2006
- Sarat Chandra Nayak, seit 2006